# Batalla de Grozni (noviembre de 1994)
La Batalla de Grozni del 26 y 27 de noviembre de 1994 fue el fallido intento de las fuerzas opositoras chechenas prorrusas de apoderarse de la capital chechena, la ciudad de Grozni, y derrocar el gobierno separatista de Dzhojar Dudáyev. 
El ataque fue perpetrado por tropas opositoras apoyadas por blindados y poder aéreo de Rusia y liderada por antiguos oficiales de la URSS y enemistados con Dudáyev. La derrota fue total e inesperada lo que motivo la ofensiva rusa contra el gobierno separatista local en diciembre, iniciando la primera guerra chechena.
Dos ataques por parte de milicias prorrusas se habían producido antes a menor escala, el 24 de agosto a cargo de Bislán Gantamirov y el 15-16 de octubre encabezadas por Ruslán Labazánov.